# Lame superficielle du fascia cervical
La lame superficielle du fascia cervical (ou aponévrose cervicale superficielle) est la partie la plus superficielle du fascia cervical.
Il engaine le cou sur toute sa circonférence et recouvre l'ensemble des muscles superficiels antérieurs et postérieurs.

## Description
En avant, la lame superficielle du fascia cervical est située sous le muscle platysma.
Par dédoublement, elle engaine les muscles sterno-cléido-mastoïdiens à l'avant et le muscle trapèze à l'arrière.
Les fascias parotidien et massétérin s’insère dans une perforation de la lame et engaine la glande parotide.
Elle se divise au bord inférieur de la glande sous-maxillaire pour l'engainer.
À l'opposé de l'angle de la mandibule, le fascia lie fermement le bord antérieur du muscle sterno-cléido-mastoïdien à cet os.
Elle contribue également à la gaine du muscle digastrique.
Elle s'épaissit entre l'angle de la mandibule et l'apophyse styloïde pour former le ligament stylo-mandibulaire.
Parfois son bord supérieur s'ossifie formant ainsi un foramen par lequel passent les branches du nerf mandibulaire à destination des muscles masticateurs.
Dans sa partie inférieure et au-dessus de l'incisure jugulaire, elle contribue à la constitution de l'espace suprasternal contenant du tissu cellulo-graisseux, la partie inférieure des veines jugulaires antérieures et leur branche de connexion transversale, l'insertion sternale du muscle sterno-cléido-mastoïdien, et parfois un ganglion lymphatique.

## Insertions
En arrière, la lame superficielle du fascia cervical s'attache au ligament nuchal.
À l'avant, elle s'attache à l'os hyoïde.
Son bord supérieur s'attache, d'arrière en avant :
- sur l'os occipital : à la protubérance occipitale externe et à la ligne nuchale supérieure ;
- sur l'os temporal : au processus mastoïde ;
- sur le conduit auditif externe ;
- sur le bord inférieur de l'arcade zygomatique ;
- sur la mandibule : son bord inférieur entre l'angle de la mandibule et la symphyse de la mandibule.

Son bord inférieur s'attache, d'arrière en avant :
- à la colonne vertébrale et au bord postérieur de l'épine de la scapula ;
- à la face supérieure de la clavicule ;
- sur le sternum : le bord antérieur de l'incisure jugulaire et la face antérieure du manubrium sternal[3].

## Remarque
Il est considéré par certaines sources comme incomplet ou inexistant.